# Borek Wielki
Borek Wielki is een plaats in het Poolse district  Ropczycko-sędziszowski, woiwodschap Subkarpaten. De plaats maakt deel uit van de gemeente Sędziszów Małopolski en telt 2000 inwoners.